# Przymus bezredukcyjny
Przymus bezredukcyjny to w brydżu odmiana przymusu w której zasada, iż rozgrywający musi mieć dokładnie o jedną lewę mniej niż kart w ręce nie musi być spełniona.
```
                     ♠ -
                     
♥
 -
                     
♦
 K 7
                     ♣ D 5 4
          ♠ -                 nieistotne
          
♥
 -
          
♦
 W 10
          ♣ A 10 8
                     ♠ D
                     
♥
 -
                     
♦
 9 8
                     ♣ W 7
```

Rozgrywający gra damę pik i obrońca W jest bezradny.  Jeżeli zdecyduje się pozbyć z ręki kara, rozgrywający wyrzuci z dziadka trefla i po oddaniu lewy w tym kolorze będzie miał resztę lew, a jeżeli obrońca postanowi pożegnać się z treflem, rozgrywający wyrzuci ze stołu siódemkę karo i wyjdzie z ręki waletem trefl wyrabiając dwie lewy w tym kolorze.